# Neutralizacija (psihologija)
Neutralizacija je pojam koji je u psihoterapijsku literaturu uveo psihoanalitičar Hajnc Hartman (1939, 1950). Pod neutralizacijom je smatrao promenu čiste, instinktualne energije u oblike energije koji su prikladniji za funkcionisanje ega (neutralizovane energije), to jest oblike energije koje karakteriše visok nivo kontrole ega i kapacitet za odlaganje neposrednog instinktualnog zadovoljenja.
Neutralizacija je sposobnost osobe da bude razborita, da „stiša strasti“ i pretvori „energiju strasti“ u „energiju razuma“, energiju koja je usmerena ka rešavanju problema i adaptaciju ka zadovoljenju potreba na razuman način. To je sposobnost za samoregulaciju, regulator psihe. Kada se energija psihe izbalansira, osoba je u stanju da mentalizuje, da promisli, razume svoja stanja i stanja druge osobe, i tek onda da deluje.
Hartman je podelio ego funkcije na primarne autonomne ego funkcije, kao što su kognitivne funkcije percepcije, inteligencija, mišljenje, razumevanje, jezičke sposobnosti, sposobnosti učenja i sintetičke funkcije ega, koje su urođene karakteristike ega i slobodne od konflikata (ne razvijaju se iz konflikata, niti su razvojno povezane sa konfliktima, ali mogu biti „uhvaćene u konflikt“, što dovodi do inhibicije tih aktivnosti) i na sekundarne autonomne ego funkcije. Sekundarne autonomne ego funkcije su one koje su bile uključene u razvojne konflikte (oralne, analne, faličke, edipalne), a onda se oslobodile kao rezultat razrešenja tih konflikata kroz proces neutralizacije. Na primer, detetova sposobnost da jasno misli može biti kontaminirana konfliktima oko seksualnosti ili agresije. Sekundarna autonomija te funkcije rezultuje u jasnom, nedvosmislenom mišljenju koje sledi razrešenje tih konflikata (Hartman, 1939). Kada dođe do transformacije energije upetljane u konflikt u neutralizovanu energiju, dolazi do promene u funkciji. Funkcija postaje autonomna i automatizovana (npr. opšta sposobnost rešavanja problema, planiranja i organizovanja akcije…). Nedovoljna sekundarna autonomija čini osobu nesposobnom da se nosi sa sopstvenim nagonima i podložnom regresiji (vraćanju na nezrelije nivoe funkcionisanja).
U O.L.I. Integrativnoj Psihodinamskoj Psihoterapiji sposobnost za neutralizaciju („regulator psihe“) osnivač O.L.I. metoda, Nebojša Jovanović je uvrstio u bazične emocionalne kompetencije - sposobnosti za obradu i upravljenje emocijama koje su sastavni delovi složenih sposobnosti - sposobnosti za ljubav i rad.

## Spoljašnje veze
- Hartmann's "Ego Psychology and the Problem of Adaptation"
- Neutralizacija i sposobnost za ljubav Архивирано на веб-сајту  (3. фебруар 2014)
- Neutralizacija i sposobnost za rad Архивирано на веб-сајту  (3. фебруар 2014)